# Juan Sebastián Cabal
Juan Sebastián Cabal (Cali, 25 de abril de 1986) é um tenista profissional colombiano.

## Carreira

### ATP Tour
O ano de 2011 é considerado como a sua estreia em torneios ATP e Gram Slam, também considerado como o melhor ano para o seu desempenho nas duplas do Aberto da França com o argentino Eduardo Schwank, fazendo história no tênis colombiano, foram vitoriosos contra os número 1 do ranking da ATP, os irmãos Mike Bryan e Bob Bryan, com parciais de 7-6(6-4), 6-3 nas semifinais de Roland Garros e perdendo a final para o Daniel Nestor e Max Mirnyi.
No torneio de Wimbledon com o compatriota Robert Farah nas duplas, ganharam a dupla constituída pelo paquistanês Aisam Qureshi (8 nas duplas) e o indiano Rohan Bopanna (9 do mundo), que no ranking das "equipes de ATP" eram o número 5 do mundo, com parciais de 2-6, 6-2 e 21-19, na 2ª rodada pararam na dupla formada pelo americano Michael Russell e o cazaque Mikhail Kukushkin, com parciais de 6-4, 6-2, 6-3.
No Aberto da Austrália, ele formou dupla com Robert Farah e chegou às quartas de final.

## Títulos

### Duplas

#### Grand Slam

##### Duplas Masculinas 1 (0-1)
| Resultado | Ano  | Campeonato    | Piso   | Parceiro        | Oponentes                | Placar             |
| --------- | ---- | ------------- | ------ | --------------- | ------------------------ | ------------------ |
| Finalista | 2011 | Roland-Garros | Saibro | Eduardo Schwank | Max Mirnyi Daniel Nestor | 6–7(3–7), 6–3, 4–6 |

#### ATP Finals 10 (2-8)
| Legenda                           |
| --------------------------------- |
| Grand Slam Tournaments (0–1)      |
| ATP World Tour Finals (0–0)       |
| ATP World Tour Masters 1000 (0–1) |
| ATP World Tour 500 Series (1–0)   |
| ATP World Tour 250 Series (1–6)   |

| Finals by Surface |
| ----------------- |
| Duro (1–3)        |
| Saibro (1–4)      |
| Grama (0–1)       |
| Carpete (0–0)     |

| Outcome   | No. | Data                    | Torneio                       | Superfície | Parceiro           | Oponentes                             | Placar                     |
| --------- | --- | ----------------------- | ----------------------------- | ---------- | ------------------ | ------------------------------------- | -------------------------- |
| Finalista | 1.  | 4 de Junho de 2011      | Paris, França                 | Saibro     | Eduardo Schwank    | Max Mirnyi Daniel Nestor              | 6–7 (3–7), 6–3, 4–6        |
| Finalista | 2.  | 23 de Junho de 2012     | Hertogenbosch, Holanda        | Grama      | Dmitry Tursunov    | Robert Lindstedt Horia Tecău          | 3–6, 6–7(1–7)              |
| Finalista | 3.  | 25 de Maio de 2013      | Nice, França                  | Saibeo     | Robert Farah       | Johan Brunström Raven Klaasen         | 3–6, 2–6                   |
| Finalista | 4.  | 5 de Janeiro de 2014    | Brisbane, Austrália           | Duro       | Robert Farah       | Mariusz Fyrstenberg Daniel Nestor     | 7–6(7–4), 4–6, [7–10]      |
| Finalista | 5.  | 9 de Fevereiro de 2014  | Viña del Mar, Chile           | Saibro     | Robert Farah       | Oliver Marach Florin Mergea           | 3–6, 4–6                   |
| Campeão   | 1.  | 23 de Fevereiro de 2014 | Rio de Janeiro, Brasil        | Saibro     | Robert Farah       | David Marrero Marcelo Melo            | 6–4, 6–2                   |
| Finalista | 6.  | 2 de Março de 2014      | São Paulo, Brasil             | Saibro (c) | Robert Farah       | Guillermo García-López Philipp Oswald | 7–5, 4–6, [13–15]          |
| Finalista | 7.  | 29 de Março de 2014     | Miami, Estados Unidos         | Duro       | Robert Farah       | Bob Bryan Mike Bryan                  | 7-6(10–8), 6-4             |
| Finalista | 8.  | 20 de Julho de 2014     | Bogotá, Colômbia              | Duro       | Nicolás Barrientos | Sam Groth Chris Guccione              | 6–7(5–7), 7–6(7–3), [9–11] |
| Campeão   | 2.  | 23 de Agosto de 2014    | Winston-Salem, Estados Unidos | Duro       | Robert Farah       | Jamie Murray John Peers               | 6–3, 6–4                   |